# Runaround Sue
| Оценки критиков | Оценки критиков |
| Источник        | Оценка          |
| --------------- | --------------- |
| AllMusic        | Без оценки      |

«Runaround Sue» — песня американского певца Диона. Он выпустил её как сингл в 1961 году, вскоре после того, как перестал выступать с группой Belmonts. Дион — её автор (в соавторстве с Эрни Мареской) и первый исполнитель, её записавший и издавший.
В США песня поднялась на 1 место чарта Billboard Hot 100.
В 2002 году сингл Диона с песней «Runaround Sue» (вышедший в 1962 году на лейбле Laurie Records) был принят в Зал славы премии «Грэмми».
В 2004 году журнал Rolling Stone поместил песню «Runaround Sue» в исполнении Диона на 342 место своего списка «500 величайших песен всех времён». В списке 2011 года песня находится на 351 месте.
Кроме того, песня «Runaround Sue» в исполнении Диона входит в составленный Залом славы рок-н-ролла список 500 Songs That Shaped Rock and Roll.

## Чарты
| Чарт (1961—62)          | Наив. поз. |
| ----------------------- | ---------- |
| Новая Зеландия          | 1          |
| США (Billboard Hot 100) | 1          |

| Чарт (1961)     | Rank |
| --------------- | ---- |
| США (Billboard) | 46   |